# Liste des drapeaux nigérians
Cet article liste les drapeaux utilisés au Nigéria.

## Drapeau national
| Drapeau | Date  | Utiliser           | Description                                                           |
| ------- | ----- | ------------------ | --------------------------------------------------------------------- |
|         | 1960- | Drapeau du Nigéria | Une tribande bicolore verticale composée de vert, de blanc et de vert |

## Drapeaux gouvernementaux
| Drapeau | Date | Type            | Description                                                                            |
| ------- | ---- | --------------- | -------------------------------------------------------------------------------------- |
|         |      | Drapeau d'État  | Un tribande bicolore vertical vert, blanc et vert ; chargé des armoiries en son centre |
|         |      | Pavillon civil  | Un champ rouge avec le drapeau national, dans le canton                                |
|         |      | Pavillon d'État | Un champ bleu avec le drapeau national, dans le canton                                 |

## Drapeaux présidentiels
| Drapeau | Date | Type                                                                  | Description |
| ------- | ---- | --------------------------------------------------------------------- | ----------- |
|         |      | Drapeau du président du Nigéria                                       |             |
|         |      | Drapeau du président en tant que commandant en chef des forces armées |             |

## Drapeaux militaires
| Drapeau | Date  | Usage                                    | Description |
| ------- | ----- | ---------------------------------------- | --- |
|         |       | Drapeau des forces de défense nigérianes | |
|         | 1998– | Enseigne navale                          | Un champ blanc avec le drapeau national dans le canton, avec le sceau naval dans la mouche.                     |
|         |       | Pavillon de l'armée de l'air             | Un champ bleu ciel avec le drapeau national dans le canton, avec la cocarde de l'armée de l'air dans la mouche. |
|         |       | Drapeau de l'armée nigériane             | |

## Drapeaux des subdivisions territoriales
| Drapeau | État | État                               | Date d'adoption | Référence |
| ------- | ---- | ---------------------------------- | --------------- | --------- |
|         |      | Abia                               |                 | [ 1 ]     |
|         |      | Adamawa                            |                 |           |
|         |      | Akwa Ibom                          |                 | ,         |
|         |      | Anambra                            |                 | [ 4 ]     |
|         |      | Bauchi                             |                 |           |
|         |      | Bayelsa                            |                 | [ 5 ]     |
|         |      | Benue                              |                 | [ 5 ]     |
|         |      | Borno                              |                 | [ 6 ]     |
|         |      | Cross River                        |                 | [ 7 ]     |
|         |      | Delta                              |                 | ,         |
|         |      | Ebonyi                             |                 | [ 11 ]    |
|         |      | Edo                                |                 | [ 12 ]    |
|         |      | Ekiti                              |                 |           |
|         |      | Enugu                              |                 | [ 13 ]    |
|         |      | Gombe                              |                 |           |
|         |      | Imo                                |                 |           |
|         |      | Jigawa                             |                 |           |
|         |      | Kaduna                             |                 | [ 2 ]     |
|         |      | Kano                               |                 | [ 13 ]    |
|         |      | Katsina                            |                 |           |
|         |      | Kebbi                              |                 |           |
|         |      | Kogi                               |                 | [ 5 ]     |
|         |      | Kwara                              |                 |           |
|         |      | Lagos                              |                 | ,         |
|         |      | Nasarawa                           |                 | [ 17 ]    |
|         |      | Niger                              |                 |           |
|         |      | Ogun                               |                 | ,         |
|         |      | Ondo                               |                 | [ 20 ]    |
|         |      | Osun                               |                 |           |
|         |      | Oyo                                |                 | ,         |
|         |      | Plateau                            |                 |           |
|         |      | Rivers                             |                 | [ 23 ]    |
|         |      | Sokoto                             |                 | [ 24 ]    |
|         |      | Taraba                             |                 | [ 25 ]    |
|         |      | Yobe                               |                 |           |
|         |      | Zamfara                            |                 |           |
|         |      | Territoire de la Capitale fédérale |                 | ,         |

## Drapeaux historiques
| Drapeau | Dates     | Description                                                                           | Composition |
| ------- | --------- | ------------------------------------------------------------------------------------- | --- |
|         | 700–1380  | Drapeau du royaume de Kanem                                                           | Un champ blanc avec un palmier vert au centre. |
|         | 1380–1893 | Drapeau de l'Empire du Bornou                                                         | Un champ brun avec un croissant de lune blanc au centre. |
|         | 1640–1902 | Drapeau de la Confédération Aro (en)                                                  | Un fond noir avec une épée et un pistolet avec un oiseau au-dessus et les mots « OMU » et « ARO-CHUKWU » au bas du drapeau. À droite et à gauche se trouvent deux couronnes et au milieu deux mains semblant échanger quelque chose. |
|         | 1897      | Ce drapeau a été capturé par les forces britanniques dans le royaume du Bénin en 1897 | Un fond rouge avec un homme avec une épée coupant la tête de quelqu'un. |
|         | 1804–1903 | Drapeau de l'Empire de Sokoto                                                         | |
|         | 1887–1888 | Drapeau de la Royal Niger Company                                                     | |
|         | 1888–1899 | Drapeau de la Royal Niger Company                                                     | |
|         | 1870–1888 | Drapeau de l'Afrique occidentale britannique                                          | |
|         | 1888–1906 | Drapeau de la colonie de Lagos                                                        | |
|         | 1884–1893 | Drapeau du Protectorat de la Côte du Niger                                            | |
|         | 1893–1899 | Drapeau du Protectorat de la Côte du Niger                                            | |
|         | 1900–1914 | Drapeau du Protectorat du Nigeria du Nord                                             | |
|         | 1900–1914 | Drapeau du Protectorat du Nigeria du Sud                                              | |
|         | 1914–1952 | Drapeau de la Colonie et protectorat du Nigeria                                       | Blue ensign britannique avec une étoile verte à six branches décrit comme étant le sceau de Salomon entourant une couronne Tudor avec le mot blanc « Nigeria » écrit en dessous sur un disque rouge.                                 |
|         | 1952-1960 | Drapeau de la Colonie et protectorat du Nigeria                                       | Blue ensign britannique avec une étoile verte à six branches décrit comme étant le sceau de Salomon entourant une couronne Tudor avec le mot blanc « Nigeria » écrit en dessous sur un disque rouge.                                 |
|         | 1959      | La proposition originale d'Akinkunmi de drapeau du Nigeria indépendant                | |
|         | 1960–1998 | Pavillon naval                                                                        | Un champ blanc avec une croix rouge de Saint-Georges, avec le drapeau national en canton. |
|         | 1963      | Ancien drapeau présidentiel, adopté en 1963                                           | |
|         | 1967–1970 | Drapeau du Biafra.                                                                    | |